# Arthonnay
Arthonnay – miejscowość i gmina we Francji, w regionie Burgundia-Franche-Comté, w departamencie Yonne.
Według danych na rok 1990 gminę zamieszkiwało 187 osób, a gęstość zaludnienia wynosiła 7 osób/km² (wśród 2044 gmin Burgundii Arthonnay plasuje się na 724. miejscu pod względem liczby ludności, natomiast pod względem powierzchni na miejscu 240.).